# God Only Knows
"God Only Knows" é uma canção da banda de rock estadunidense Beach Boys de seu álbum Pet Sounds de 1966. Escrito por Brian Wilson e Tony Asher, é uma canção de amor de estilo barroco que se distingue por sua inovação harmônica e sua subversão da fórmula da música pop típica. Muitas vezes é elogiada como uma das melhores canções já escritas e também como a melhor canção dos Beach Boys.
A sofisticação musical da canção é demonstrada por suas múltiplas partes vocais contrapontísticas e centro tonal fraco (competindo entre as notas musicais de mi e lá). Liricamente, as palavras são expressas da perspectiva de um narrador que afirma que a vida sem a pessoa amada só poderia ser sondada por Deus. Isso marcou um ponto de partida para Wilson, que atribuiu o ímpeto da música à afinidade de Asher por standards como "Stella by Starlight". Algumas interpretações das letras projetam uma inclinação suicida no narrador, embora Asher disse que tais impressões não foram intencionais.
Com os vocais principais de seu irmão Carl, Brian produziu a gravação entre março e abril de 1966, recrutando cerca de vinte músicos que tocavam bateria, sinos de trenó, copos plásticos de suco de laranja, clarinetes, flautas, cordas, trompa francesa, acordeão, guitarras, vertical baixo, cravo e um piano "tack" com suas cordas gravadas. A música termina com uma série de voltas vocais repetidas, outro recurso incomum para a música popular anglófona da época.
A canção foi lançada como lado B de "Wouldn't It Be Nice" em julho de 1966 e alcançou a posição 39 na Billboard Hot 100. Em outros países, foi o lado A do single, alcançando o topo 10 no Reino Unido, Canadá, Noruega e Holanda. Muitos compositores citaram "God Only Knows" como sua música favorita, incluindo Paul McCartney e Jimmy Webb. Em 2004, ficou em 25º lugar nas "500 melhores canções de todos os tempos" da revista Rolling Stone e foi incluído na lista de 500 canções que deram forma ao rock and roll do Hall da Fama do Rock and Roll.